# 삼비라노양털여우원숭이
삼비라노양털여우원숭이(Avahi unicolor)는 양털여우원숭이의 일종으로 마다가스카르 서부 지역이 원 서식지다. 삼비라노아바히 또는 단색양털여우원숭이로도 불린다.